# Pere Berenguer
Pere Berenguer (segle XII) va ser bisbe d'Urgell (1123-1141). És un bisbe força desconegut, sobretot pel que fa a la seva biografia personal. Com a bisbe, assistí al concili de Narbona del 1128. Se sap que va aconseguir fer créixer els béns i les rendes de la diòcesi d'Urgell, i el 1134 reestructurà el govern del bisbat, augmentant a 45 el nombre dels seus canonges. El fet més destacable que se li coneix és la seva intervenció, juntament amb els comtes de Pallars, el llegat pontifici i altres autoritats civils i eclesiàstiques de la zona, per posar final al debat sobre els límits de la diòcesi d'Urgell i de la de Roda de Ribagorça, acordant que la vall de Barravés i la de Boí quedessin en mans d'Urgell, així com la majoria d'esglésies del Pallars i totes les d'Urgell, mentre que quedaven per a Roda de Ribagorça les de la vall de la Noguera Ribagorçana.